# 豊茂村
豊茂村（とよしげむら）は、愛媛県喜多郡にあった村。現在の大洲市豊茂にあたる。

## 地理
- 山岳：尻高峰、張木山、浄心山、出石山
- 河川：大和川

## 歴史
- 1889年（明治22年）12月15日 - 町村制の施行により、近世以来の豊茂村が単独で自治体を形成。
- 1922年（大正11年）4月1日 - 相生村と合併して大和村が発足。同日豊茂村廃止。

## 史跡
- 米軍飛行艇遭難慰霊碑 - 昭和27年8月8日午前2時15分、米軍双発飛行艇が濃霧のために大洲市豊茂の金山（出石山）山腹に激突、炎上。乗組員14人全員が死亡。地元の人々によって墓標が作られたものの、草木に覆われてしまう。50人以上の賛同もあり、平成21年、御影石による慰霊碑が完成。2016年(平成28年)には遺族が同慰霊碑を訪問した。